# 在モルディブ外国公館の一覧

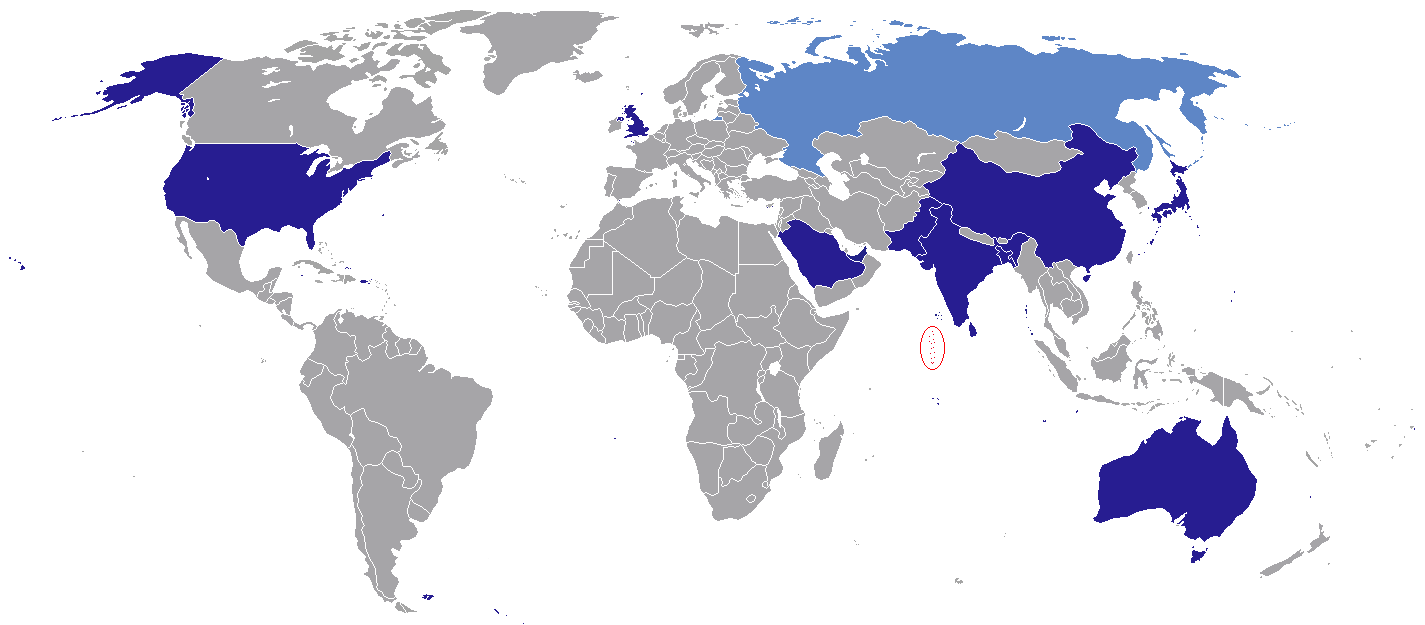
モルディブに外交使節団を派遣している国

本項は、在モルディブ外国公館の一覧である。首都マレには、5ヶ国の常駐大使館および6ヶ国の高等弁務官事務所が置かれている。それ以外の国は、他国の首都や主要都市に駐在する大使館が兼轄している。

## 大使館・高等弁務官事務所

### 大使館
- アメリカ合衆国（大使館）[1]
- アラブ首長国連邦（大使館）[2]
- サウジアラビア（大使館）[3]
- 中華人民共和国（大使館）[4]
- 日本（大使館）[5]

### 高等弁務官事務所
- イギリス（高等弁務官事務所）[6]
- インド（高等弁務官事務所）[7]
- オーストラリア（高等弁務官事務所）[8]
- スリランカ（高等弁務官事務所）[9]
- パキスタン（高等弁務官事務所）[10]
- バングラデシュ（高等弁務官事務所）[11]

## 大使が他国に駐在している国

### ニューデリー常駐
- アルジェリア
- イラク
- オーストリア
- ガーナ
- キプロス
- ギリシャ
- コロンビア
- シリア
- スウェーデン
- スペイン
- スロバキア
- セルビア
- チェコ
- チュニジア
- 朝鮮民主主義人民共和国
- チリ
- デンマーク
- トルコ
- ハンガリー
- フィンランド
- ブラジル
- ベトナム
- ペルー
- ベルギー
- ポーランド
- 南アフリカ共和国
- メキシコ
- モーリシャス
- モロッコ
- モンゴル
- ルーマニア

### コロンボ常駐
- イタリア
- イラン
- インドネシア
- エジプト
- オーストラリア
- オランダ
- カナダ
- キューバ
- クウェート
- シンガポール
- スイス
- タイ
- 大韓民国
- ドイツ
- ネパール
- ノルウェー
- パレスチナ
- フランス
- マレーシア
- ミャンマー
- ロシア
- 欧州連合

### その他
括弧内は所在都市。
- イエメン（イスラマバード）
- ギニア（テヘラン）
- コソボ（リヤド）
- ナイジェリア（イスラマバード）
- ニュージーランド（シンガポール）
- フィリピン（ダッカ）
- ブータン（ダッカ）
- ブルネイ（シンガポール）
- ポルトガル（イスラマバード）
- マルタ（バレッタ）
- ヨルダン（イスラマバード）
- リビア（イスラマバード）

## 脚註
1. ↑  US Embassy opens in Maldives with first resident Ambassador （英語）
2. ↑  在モルディブアラブ首長国連邦大使館 （英語）
3. ↑  在モルディブサウジアラビア王国大使館 （アラビア語）
4. ↑  在モルディブ中華人民共和国大使館 （中国語）
5. ↑  在モルディブ日本国大使館
6. ↑  在モルディブ英国高等弁務官事務所 （英語）
7. ↑  在モルディブインド高等弁務官事務所 （英語）
8. ↑  在モルディブオーストラリア高等弁務官事務所 （英語）
9. ↑  在モルディブスリランカ高等弁務官事務所 | スリランカ外務省 （英語）
10. ↑  在モルディブパキスタン高等弁務官事務所 （英語）
11. ↑  在モルディブバングラデシュ高等弁務官事務所 （英語）